# 日本の伝統芸能
日本の伝統芸能（にほんのでんとうげいのう）は、日本に古くからあった芸術と技能の汎称。特定階級または大衆の教養や娯楽、儀式や祭事などを催す際に付随して行動化されたもの、または行事などで行われてきたものを特定の形式に系統化して伝承または廃絶された有形無形のものを言う。詩歌・音楽・舞踊・絵画・工芸・芸道などがある。

## 伝統芸能の定義
伝統芸能とは、西洋文化が入ってくる前の芸術と技能を現代芸術と区別した呼称である。日本固有の文化という意味だが、中国から流入したものを日本独自のものに作り変えたものも多い。
日本では別々の時代に成立した多くの伝統芸能が並列的に存在しており、明治期の西洋化以降も伝統芸能は既存の形式を保持して併存している。ただし、すべての伝統芸能が現存しているわけではない。

## 形式による分類
詳細な分類はそれぞれの項目を参照のこと。

### 歌
- 和歌
  - 長歌
  - 短歌
  - 旋頭歌
  - 片歌
  - 連歌
- 俳諧
  - 俳句
  - 連句
- 琉歌

### 日本舞踊
- 神楽
- 田楽
- 雅楽
- 舞楽
- 猿楽
- 白拍子
- 延年
- 曲舞
- 上方舞
- 大黒舞
- 恵比寿舞
- 纏舞
- 念仏踊り
- 盆踊り
- 歌舞伎舞踊

### 演劇
- 能楽
  - 能
  - 狂言
- 歌舞伎
- 文楽（人形浄瑠璃）

### 音曲
- 雅楽
  - 謡物
  - 歌舞
  - 管絃
  - 舞楽
- 邦楽
  - 箏曲
  - 琵琶曲
  - 胡弓楽
  - 尺八楽
  - 三味線楽
  - 地歌
- 浄瑠璃節
  - 義太夫節
  - 豊後節（『伝授の雲龍』を残して廃絶）
  - 常磐津節
  - 富本節
  - 清元節
  - 新内節
  - 河東節
  - 宮園節
- 唄
  - 地歌
  - 長唄
  - 荻江節
  - 歌沢
  - 端唄
  - 小唄
  - 都々逸
  - 民謡
  - 島唄（奄美民謡）

### 演芸
- 講談（講釈）
- 落語
- 浪花節（浪曲）
- 奇術
- 萬歳
- 俄
- 梯子乗り
- 女道楽
- 太神楽
- 紙切り
- 曲ゴマ
- 写し絵
- 花火
- 絵解き

### 工芸
- 彫金
- 漆器
- 陶芸
- 織物

### 芸道
- 茶道
- 香道
- 武芸（古武道）
- 書道
- 華道

### 盤上遊戯
- 囲碁
- 将棋